# Ehretia angolensis
Ehretia angolensis là loài thực vật có hoa trong họ Ehretiaceae. Loài này được Baker mô tả khoa học đầu tiên năm 1894.